# Crytek
A Crytek é uma empresa que desenvolve jogos de computadores e consoles, além de desenvolver as engines CryEngine utilizados por outras empresas. Foi fundada em 1999 pelos irmãos turcos: Cevat, Avni e Faruk Yerli. Possui sede em Frankfurt, na Alemanha e outras filiais em diversos países.

## História
A Crytek foi fundada em 1999, pelo irmãos Yerli (Cevat, Avni e Faruk), sem muito sucesso no ramo dos jogos, até então com a vinda de Far Cry em 2004, que rendeu muito para a empresa, jogo  no estilo FPS/Survival horror, na época com grandes gráficos e adorado por milhões de fãs.

### Far Cry
Em 2003, a Crytek participou da Game Developers Conference, onde apresentou seu novo motor e sua tecnologia. Nós temos impressionantes manifestações planejadas, que irá mostrar a mais recente tecnologia CryEngine, incluindo ferramentas (CryEDIT, exportadores), visuais (Polybump, Iluminação & Shadows), áudio (música dinâmica com total suporte Dolby Digital 5.1), AI (Fácil Script) e Física (Rope, Rag Doll, líquido). Também em 2003, a Crytek estava em ECTS novamente, onde Far Cry foi premiado como "Melhor Jogo de PC". No mesmo mês, a Crytek modificou CryEngine para AMD64.
Em fevereiro de 2004, a Crytek e Electronic Arts anunciaram uma parceria estratégica. Em dezembro de 2004, a Crytek e ATI criaram uma parceria para demonstrar o futuro dos jogos no PC.

### Crysis
O sucesso veio com a vinda de Crysis, em 2007, seu jogo de maior sucesso. Sucesso devido ao jogo possuir gráficos extremamente realistas para a época lançada, de tão realista que eram, alguns sites especializados e jogadores mais avançados diziam que nenhum computador pessoal poderia rodar o jogo no nível máximo, devido as altas exigências de hardware do jogo. Crysis se passa no futuro especificamente em 2020, jogo de Ficção Científica, que conta a história de uma invasão alienígena a terra, com soldados americanos altamente equipados com nanosuit's, uma traje extremamente forte, com grandes poderes, tais como velocidade, invisibilidade, força extrema, sem contar com gráficos extremamente realisticos. Em 2008, a própria Crytek, lançou uma expansão para o Crysis, sobre o nome de Crysis Warhead
Tudo isso rendeu a Crysis, como o melhor jogo de 2007 e muito lucro para a Crytek.
Em 22 de março de 2011, a Crytek lança o seu mais novo jogo, Crysis 2. Que se passa em Nova York, no ano de 2023. Em 2012, Crysis 3 foi revelado acidentalmente pela Electronic Arts.

## Jogos desenvolvidos
| Ano  | Título                  | Plataforma                                                        | Ramo                       |
| ---- | ----------------------- | ----------------------------------------------------------------- | -------------------------- |
| 2004 | Far Cry                 | Microsoft Windows, PlayStation Network, Xbox Live Arcade          | Crytek                     |
| 2007 | Crysis                  | Microsoft Windows, PlayStation Network, Xbox Live Arcade          | Crytek Frankfurt           |
| 2008 | Crysis Warhead          | Microsoft Windows                                                 | Crytek Budapest            |
| 2011 | Crysis 2                | Microsoft Windows, PlayStation 3, Xbox 360                        | Crytek Frankfurt/Crytek UK |
| 2012 | Fibble – Flick 'n' Roll | iOS                                                               | Crytek Hungary             |
| 2013 | Crysis 3                | Microsoft Windows, PlayStation 3, Xbox 360                        | Crytek Frankfurt           |
| 2013 | Ryse                    | Xbox One, Microsoft Windows                                       | Crytek Frankfurt           |
| 2013 | Warface                 | Microsoft Windows, Xbox 360                                       | Crytek Kiev                |
| 2016 | Homefront 2             | Microsoft Windows, Linux, Mac OS Classic, PlayStation 4, Xbox One | Crytek UK                  |
| 2018 | Hunt Showdown           | Microsoft Windows                                                 | Crytek                     |
| 2024 | Hunt Showdown 1896      | Microsoft Windows, PlayStation 5, Xbox Series                     | Crytek                     |